# Karina Sefron
Karina Sefron (* 2. Juli 1967) ist eine ehemalige dänische Fußballspielerin.

## Karriere

### Vereine
Sefron spielte bis Spielzeitende 1992 für den schwedischen Verein Malmö FF, ehe sie zu Beginn des Jahres 1993 zum Boldklubben Rødovre aus dem gleichnamigen Kopenhagener Vorort wechselte. Nach nur einer Saison wechselte sie zum amtierenden Deutschen Meister TSV Siegen, mit dem sie ihre Premierensaison in Deutschland als Drittplatzierter in der Gruppe Nord, der seinerzeit zweigleisigen Frauen-Bundesliga, abschloss. Im DFB-Pokal-Wettbewerb hingegen erreichte sie das Finale, das am 24. Juni 1995 im Berliner Olympiastadion jedoch mit 1:3 gegen den FSV Frankfurt verloren wurde. In der Folgesaison ging ihre Mannschaft als Zweitplatzierter aus der Gruppe Nord hervor und war damit für die Endrunde um die Deutsche Meisterschaft qualifiziert. Nachdem das in Hin- und Rückspiel ausgetragene Halbfinale gegen den FSV Frankfurt im Gesamtergebnis mit 3:2 geendet hatte, traf ihre Mannschaft im Finale auf die SG Praunheim, die am 2. Juni 1996 im Frankfurter Stadion am Brentanobad mit dem 1:0-Siegtor durch Michaela Kubat in der 29. Minute bezwungen wurde. Ihre letzte Saison bestritt sie für die Sportfreunde Siegen, die vor dieser Saison die Frauenfußballabteilung des TSV Siegen übernommen hatte.
Von 1997 bis 1999 spielte sie für die SG Praunheim, deren Frauenfußballabteilung am 27. August 1998 den 1. FFC Frankfurt gründete, 1999 die Bundesligalizenz erhielt und die Saison als Meister und Pokalsieger abschloss. Von 1999 bis 2001 war sie dann erneut für die Sportfreunde Siegen aktiv, bevor sie ihre Karriere beim FFC Brauweiler Pulheim nach nur einer Saison ausklingen ließ.

### Nationalmannschaft
Sefron bestritt 71 Länderspiele für die A-Nationalmannschaft, für die sie am 8. Mai 1988 in Herning beim 2:0-Sieg über die Nationalmannschaft Englands debütierte. Im Jahr 1991 nahm sie an der Weltmeisterschaft teil und wurde viermal im Turnier eingesetzt. Ihren letzten Einsatz als Nationalspielerin bestritt sie am 21. März 1998 gegen die Nationalmannschaft Norwegens bei der 1:4-Finalniederlage im Turnier um den Algarve-Cup.

## Erfolge
- Deutscher Meister 1996, 1999
- DFB-Pokal-Sieger 1999, -Finalist 1995, -Finalist 2000